# A-3 (秘話装置)
A-3とは1930年代にアメリカ合衆国のベル研究所が開発した秘話装置で、主にアメリカとヨーロッパの首都間の秘密通信に用いられた。第二次世界大戦初期にはイギリスのウィンストン・チャーチル首相とフランクリン・ルーズベルト大統領との会話などの重要な通信のためにも使用された。
その後、SIGSALYのような強力な音声暗号化装置が開発されたため、機密度の高い通信には用いられなくなった。

## 概要
1930年代、アメリカとの大西洋や太平洋をまたぐ音声通信には短波の無線通信が使われていた。無線通信は受信機さえあれば誰でも盗聴できる問題があるため、1920年代にスクランブラーと呼ばれる秘話装置が発明された。この方式では音声を周波数の異なったいくつかのサブバンドに分割し、サブバンドの配置換えや個々のサブバンド内での周波数の反転を行うことで元の音声の内容を理解できないようにする。
A-3はアナログ方式のスクランブラーで、音声を5つのサブバンドに分け一定時間毎に反転/配置換えパターンを変えることができた。サブバンドの周波数や反転/配置換えのパターンが分からなければ元の音声を復元できないため、開発された当時としてはそれなりに有効なものだった。ニューヨークやワシントンD.C.とロンドンやパリなどヨーロッパの大都市を結ぶ回線、およびサンフランシスコとハワイ、東京を結ぶ回線での重要な音声通信のために使用された。
A-3は政府高官間の通話など高い機密性の要求される場合によく利用された。1939年9月1日の第二次世界大戦勃発時、フランス駐在のアメリカ大使ウィリアム・C・ブリットがルーズベルト大統領にこのニュースを知らせた際にもA-3が用いられた。

## 第二次世界大戦とA-3
第二次世界大戦の最初の頃もA-3はアメリカとイギリスとの間の秘密会談などに使われ続けた。この装置は単純な盗み聞きの対策としてはそれなりに有効だったが、1920年代の技術であるスクランブラーの原理は一般に知られていたため、十分な時間と分析機器があれば専門家がスペクトログラムなどで分析し処理方式の解析を行うことは難しいことではなかった。
アメリカの専門家と政府の関係者は盗聴の危険性について警告し、それを受けて1940年ごろからベル研究所で全く新しい秘話装置の研究が開始された。反対に、イギリスと敵対するドイツではアメリカ-イギリス間の秘話通信の内容を盗聴する準備を始めていた。

### ドイツ
1930年代から旧ドイツ郵政省（Deutsche Reichspost）では電話用の秘話装置の研究を行っていた。第二次世界大戦の勃発により敵国の秘話通信の解読研究の重要性が増したため、秘話装置のエンジニアだったフェッターライン（Kurt E. Vetterlein）を解読研究に割り当てた。フェッターラインは最も重要性が高いと思われるアメリカ-イギリス間の通話の解読を研究対象に選び調査を始めた。
フェッターラインはイギリスからの秘話通信の電波を一番良く受信できる場所として当時占領中だったオランダ南ホラント州のNoordwijk（ノールトウェイク）近郊の海岸を選び、そこにあったユースホステルに受信局を設置し処理方式の解析を開始した。旧ドイツ郵政省は以前からアメリカとの重要通信のためにA-3を所有しており、基本的な処理方式は分かっていた。受信した信号を解析し、スクランブラーで使われている5つのサブバンドの周波数と36パターンを1周期とし20秒毎に変わるサブバンドの反転/配置換えパターンを調べることで、会話内容の解読ができるようになった。
1941年の秋には24時間体制で連合国側の会話をリアルタイムでモニターできるようになっていた。"Forschungsstelle"（研究センター）の名称で呼ばれたフェッターライン配下のチームは、スクランブルされた会話の内容を解読して録音し、何人かの優秀な翻訳者がその会話の重要度を判断して、内容をすぐテキストに落とし暗号化してベルリンに送信した。最初は会話内容をドイツ語に翻訳した後に送ったが、後に受信状態の悪さによる聞き間違いや翻訳ミスの問題を避けるため、英語でそのまま報告する形になった。受信する会話の数は1日60通話にも上った。これらの会話にはチャーチル首相とルーズベルト大統領との会話も含まれる。チャーチル首相は電話魔で、昼夜関係なくルーズベルト大統領を電話で呼び出したと言われている。
1943年になり海岸付近のレーダーサイトなどが連合国に攻撃されるようになったため、フェッターラインのチームはオランダ南東部にある北ブラバント州の小さな町Valkenswaard（ファルケンスワールト）に移動した。町の北部の森の中に煉瓦とコンクリートと厚い鉄の扉で守られた建物を作り、その中で盗聴活動を続けた。戦況の悪化に伴い1944年にはさらにバイエルンに退いたが、受信環境が悪く十分な盗聴ができなくなった。

### アメリカ

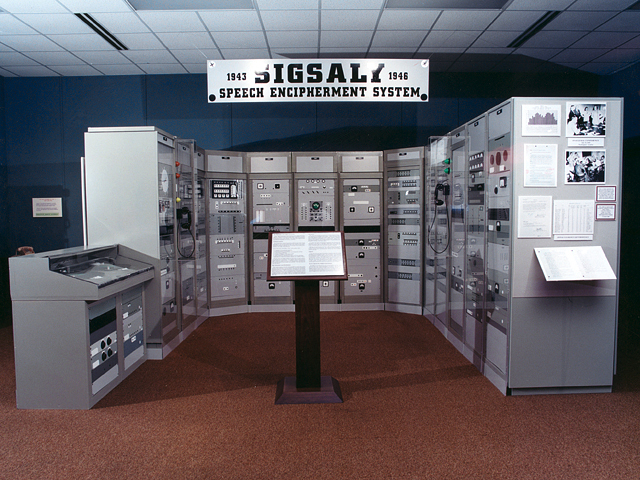
秘話装置SIGSALYのモックアップ

第二次世界大戦が始まる前後からA-3の脆弱性はアメリカの専門家や政府関係者の間で認識されていた。A-3経由で通話を行う際、回線のオペレーターが利用者に対し盗聴についての警告メッセージを流すようになった。
1941年12月7日の朝、日本の外交暗号の解読により日米開戦が避けられないことを知ったアメリカ陸軍のジョージ・マーシャル大将は、ハワイを含む太平洋方面の各部隊に警報を発令する決定を行った。当時ハワイへの最も迅速な連絡手段はA-3を用いた電話回線だったが、A-3の脆弱性を知っていたマーシャルは日本に情報が漏れることを恐れ、A-3を使用せず情報を暗号化し電信で送ることに決めた。この連絡は真珠湾攻撃が終わった後に届き、警報の連絡は間に合わなかった。
より優れた秘話装置の必要性はバトル・オブ・ブリテンが始まった1940年夏頃から認識されており、1940年にベル研究所で新しい秘話装置の研究が"プロジェクト X"の名称で開始されていた。このプロジェクトの成果として新しく開発されたのが音声暗号化装置SIGSALYである。この装置は世界最初の実用的なデジタル音声通信システムであり、また音声通信と近代的な暗号とを組み合わせた最初の装置でもある。暗号化方式はバーナム暗号を応用したもので、共通鍵にはワンタイムパッド方式が用いられた。この方式の盗聴による解読が不可能であることは当時ベル研究所にいたクロード・シャノンが証明した。
SIGSALYは1943年7月にワシントンとロンドン間で運用が開始され、その後は北アフリカ、パリ、ハワイ、グアム、オーストラリア、及びマッカーサー将軍が移動中に司令部があった船上と終戦直前のマニラに設置され、また終戦後はベルリン、フランクフルト、東京にも設置され1946年まで使われた。
アメリカ-イギリス間にSIGSALYが用いられるようになると、ドイツが盗聴を行っていた連合国側のA-3による重要通信の数は急速に減少した。ドイツのフェッターラインらもこのことに気が付き、アメリカ-イギリス間に他の電話回線が存在する、と結論づけている。しかしSIGSALYの存在は極秘事項として扱われ一般に知られることはなく、またSIGSALYの信号を受信したとしても解読は不可能だったため、フェッターラインのチームは十分な成果が得られなくなっていった。